# Adam Resurrected
Adam Resurrected, conocida como Adam, memorias de una guerra (Hispanoamérica), o  Adam resucitado (España), es una película estadounidense-alemana-israelí dirigida por Paul Schrader (quien fuera guionista de Taxi Driver, de 1976) y adaptada de la novela Adam ben kelev (‘hombre, hijo de perro’, en idioma hebreo) de Yoram Kaniuk, publicada en Israel en 1968.
Jeff Goldblum interpreta al personaje principal, junto a Willem Dafoe, Derek Jacobi y Ayelet Zurer. Varias grandes estrellas alemanas ―entre ellas Moritz Bleibtreu, Verónica Ferres y Juliane Köhler, juegan papeles secundarios.

## Trama
La película ―ambientada en Israel, en 1961― presenta la historia de Adam Stein, un carismático paciente de un ficticio asilo psiquiátrico para los sobrevivientes del Holocausto.
Antes de la guerra, en el Berlín de los años veinte, Adán Stein fue un artista ―mago, músico, empresario de cabaret, dueño de circo― amado por el público y los nazis por igual.
Ante el advenimiento del Tercer Reich, fue encerrado en un campo de concentración, y separado de su familia. El sádico jefe del campo (Willen Dafoe) lo obliga a comportarse como su perro (literalmente) como venganza por una broma que le infligió el payaso, años atrás, en los albores del nazismo, cuando el comandante Klein fue un «voluntario de entre el público».
Stein se convierte en el perro del comandante, entreteniéndolo mientras que su esposa y su hija son enviadas a morir.
Stein logra sobrevivir llegando a un acuerdo con el comandante Klein: su vida a cambio de entretener a los prisioneros judíos antes de su inminente entrada en las cámaras de gas y hornos crematorios.
Una vez terminada la guerra, Adam ingresa en un manicomio en el desierto de Israel.
En el centro psiquiátrico, el relato está cargado de componentes simbólicos, míticos y psicológicos. Adam es un paciente especial, tiene el don de adivinar los dolores del resto de los internados. Con solo tocarlos sufre una herida en su propio cuerpo que luego se extingue sola. Esto confunde a sus médicos, dirigidos por el Dr. Nathan Gross.
Un día, Adán huele algo, oye un sonido. «¿Quién trajo un perro a aquí?», le pregunta al Dr. Gross. Éste niega que haya un perro, pero Adán lo encuentra: es un niño criado en un sótano atado a una cadena. Adán y el niño se ven y se reconocen entre sí como perros. Adam resucitado es la historia de un hombre que una vez fue un perro, que conoce a un perro que una vez fue un niño.

## Producción
Se filmó entre el 16 de abril y el 14 de junio de 2007.

## Estreno
La película fue proyectada en varios festivales de cine, como
American Film Institute (AFI),
Seminci (en Valladolid),
Telluride,
Toronto,
Mill Valley,
Festival de Cine de Haifa,
el Palm Springs International Film Festival y
el Festival de Cine Judío de Londres.
En Estados Unidos fue estrenada el 12 de diciembre de 2008, y en Alemania el 22 de enero de 2009.

## Elenco
- Jeff Goldblum (1952–) como Adam Stein.
- Willem Dafoe (1955–) como el comandante Klein.
- Derek Jacobi (Londres, 1938–) como el Dr. Nathan Gross
- Ayelet Zurer  (Tel Aviv, 1969–) como Gina Grey.
- Hana Laszlo  (1953–) como Rachel Shwester.
- Moritz Bleibtreu (Múnich, 1971–) como Joseph Gracci.
- Veronica Ferres (Solingen, 1965–) como Frau Fogel.
- Juliane Köhler (Gotinga, 1965–) como Ruth Edelson.
- Joachim Krol  (Herne, 1957–) como Abe Wolfowitz.
- Jenya Dodina o Evgenia Dodina (Maguilov, 1964–), como Gretchen Stein.
- Tudor Rapiteanu como David.
- Idan Alterman como Arthur.
- Dror Keren como el Dr. Uri Slonim
- Shmuel Edelman como el Dr. Shapiro.
- Yoram Toledano como Tarshish.
- Mickey Leon como Golomb.
- Benjamin Jagendorf como el rabino Lichtenstein.
- Theodor Danetti como Blum.
- Gabriel Spahiu como Taub.
- Luana Stoica como Zelda.
- Coca Bloos como la Sra. Lipowitz
- Ioana Abur como la mujer con la muñeca.
- Ozana Oancea como enfermera en el instituto.
- Maria Chiran como mujer con la capa.
- Ana Benea como Pinkie.
- Cristian Motiu como Volk.
- George Remes como nazi en el crematorio.
- Constantin Florescu como soldado nazi en el tren.
- Ion Arcudeanu como Heinz.
- Mohamad como viejo beduino.
- Moti Rozentsvaig como niño israelí 1 en Haifa.
- Ilan Aviv como niño israelí 2 en Haifa.
- Berivan Laura Haj Abdo como Ruth Stein a los 19 años.
- Ana Geoanna como Ruth Stein a los 11 años.
- Amina Abu Shanab como Ruth Stein a los 5 años.
- Hanelore Bauer como Lotte Stein a los 8 años.
- Mihaela Denisa Mallat como Lotte Stein a los 2 años.
- Cristina Anghel como Naomi Wolfowitz.
- Ehud Bleiberg como pariente de David.